# Giacomo Della Rocca
Giacomo Della Rocca (1569 – 1644) foi um prelado católico romano que serviu como bispo de Termia (1634–1644).

## Biografia
Giacomo Della Rocca nasceu em 1569. No dia 25 de setembro de 1634, foi nomeado Bispo de Termia pelo Papa Urbano VIII. Serviu como Bispo de Termia até à sua morte em 1644. Enquanto bispo, foi o principal co-consagrador de Francesco Antonio Frasella, Arcebispo Titular de Myra (1637); e Matthieu de Castro Malo, Vigário Apostólico do Grande Mogul (1637).